# Standbild des Reichsritters Hartmut XII. von Kronberg

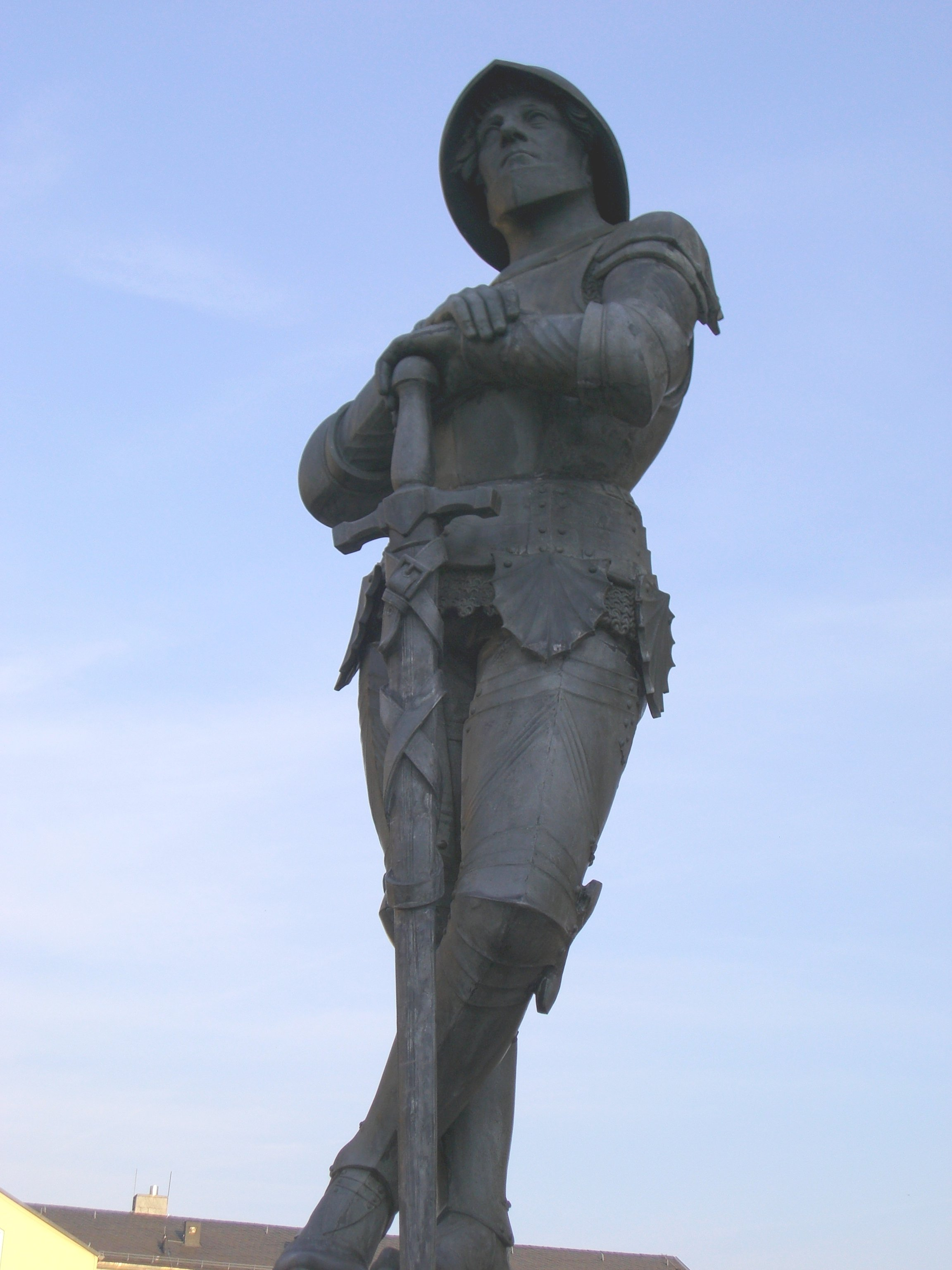
Standbild des Reichsritters Hartmut XII. von Kronberg

Das Standbild des Reichsritters Hartmut XII. von Kronberg ist eine denkmalgeschützte Zinkgussfigur in Kronberg im Taunus. Es zeigt den Reichsritter Hartmut XII. von Cronberg und war die letzte Arbeit des 1869 verstorbenen Bildhauers Eduard Schmidt von der Launitz. Es ist im Zinkgussverfahren hergestellt und zeigt Hartmut in ungefähr doppelter Lebensgröße in voller Ritterrüstung auf sein Schwert gestützt.
Die Statue war im Auftrag des Unternehmers Jacques Reiss (1807–1887) geschaffen worden, der hiermit seine Verbundenheit mit der Stadt Kronberg, deren Ehrenbürger er 1864 geworden war, zum Ausdruck bringen wollte. Seinen Platz hatte das Standbild in einer Nische der Fassade seiner Villa Schönbusch, die auf einem weitläufigen Anwesen nördlich der damaligen Stadt Kronberg errichtet worden war. Der nach oben gerichtete Blick des Ritters war auf die in Sichtweite befindliche Burg Kronberg gerichtet, den historischen Stammsitz des Hauses Cronberg.
Nach dem Tod von Reiss erwarb Kaiserin Friedrich 1888 die Villa Schönbusch, ließ sie niederlegen und an deren Stelle das Schloss Friedrichshof errichten. Das Standbild schenkte sie am 21. November 1889, ihrem 49. Geburtstag, der Stadt Kronberg, die dies im Rahmen einer feierlichen Übergabe mit Empfang im damaligen Gasthaus Frankfurter Hof in Anwesenheit von 83 Honoratioren der Stadt würdigte. Aufgestellt wurde die Statue im Kronberger Schulgarten, wo der Blick des Ritters wiederum zur Burg gerichtet war. Nach Abriss der Schule und Umgestaltung des Berliner Platzes wurde das Standbild 2005/2006 restauriert, wobei das innere tragende Eisengerüst sowie das Schwert gerichtet und wieder zusammengesetzt wurden. Daraufhin montierte man das Standbild am heutigen Standort am Treppenaufgang der Kronberger Höfe am Berliner Platz, wiederum mit dem Gesicht in Richtung Burg orientiert.